# Wikipedia tiếng Ả Rập-Ai Cập
Wikipedia tiếng Ả Rập-Ai Cập là một phiên bản Wikipedia, một bách khoa toàn thư mở.